# 성태 (배우)
성태(1998년 3월 9일 ~ )는 대한민국의 배우다. 2020년 웹드라마 '알바해봐썸?'으로 데뷔했다.

## 방송
- PRODUCE X 101 (2019) - 발표순위 66위
- 알바해봐썸? (2020)
- 알고있지만, (2021)
- 갯마을 차차차 (2021) - 준 역
- 엘턴쉽 (2021)
- 너의 MBTI가 보여 (2021)
- 해피메리엔딩 (2023)
- 사랑한다고 말해줘 (2023)
- 남주서치 (2025)